# Operação Ten-Go

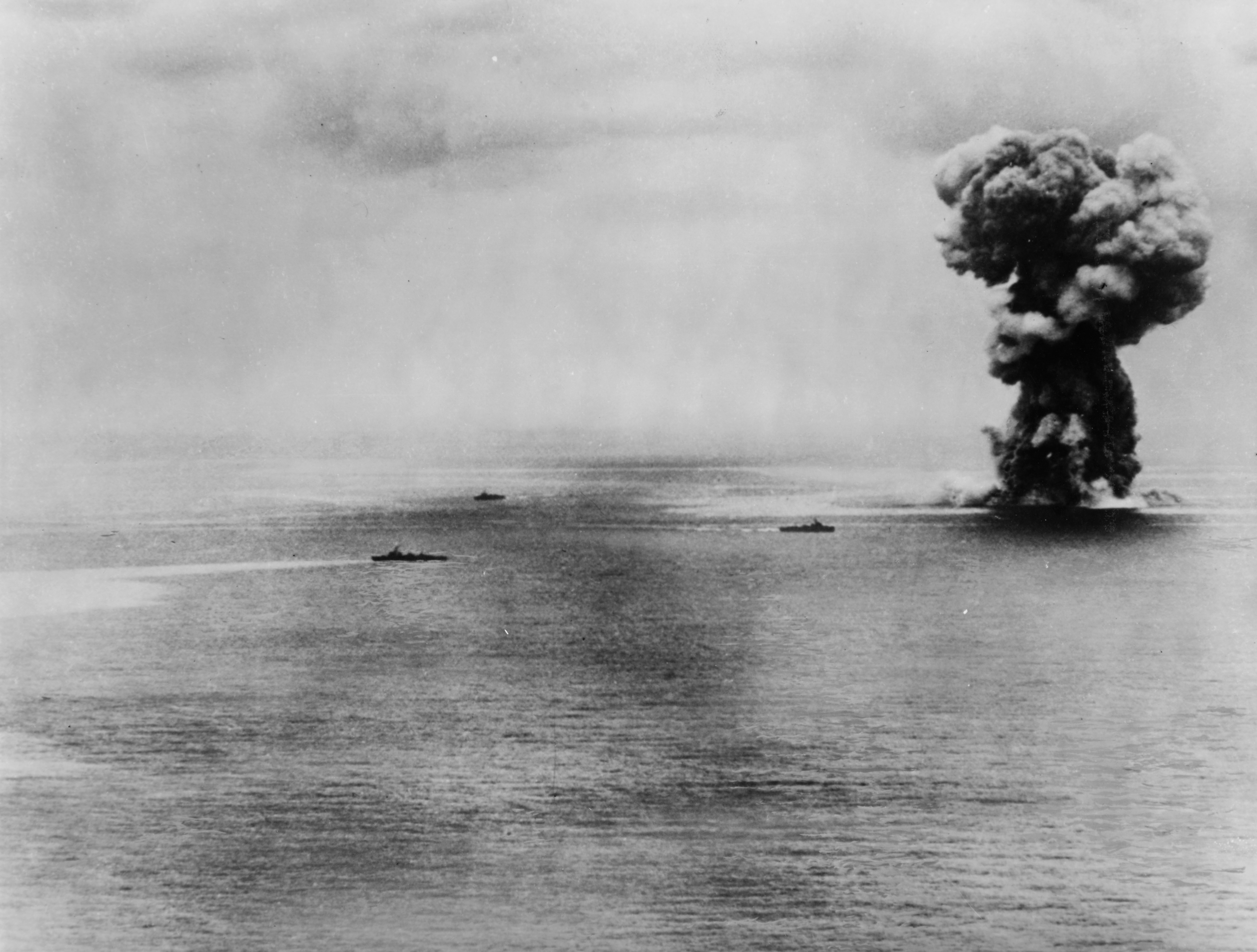
O Yamato explodindo.

Operação Ten-Go (天号作戦 ten - gō sakusen) foi uma operação naval Japonesa na Campanha do Pacífico na Segunda Guerra Mundial.
Após a invasão de Okinawa a 1 de abril de 1945, o navio de guerra japonês Yamato e a sua escolta deveriam atacar a frota dos Estados Unidos que apoiavam o desembarque das tropas Aliadas a oeste da ilha. O Yamato deveria encalhar de propósito na praia e ficar entre as ilhotas de Hagushi e Yontan e servir como uma bateria costeira, até ser destruído. Como desde o inicio era pretendido que fosse uma missão suicida, era suposto o navio receber apenas combustível suficiente para uma viagem de ida para Okinawa. Todavia, a equipa na refinaria de combustível de Tokuyama forneceram combustível a mais.
A 6 de Abril, o Yamato, o cruzador leve Yahagi e oito fragatas deixaram o porto de Tokuyama. Foram avistados a 7 de abril ao aproximarem-se pelo sul da ilha. A Marinha dos Estados Unidos lançou cerca de 400 aviões dos 8 porta-aviões da Força-tarefa 58 (o Hornet , Bennington, Belleau Wood, San Jacinto, Essex, Bunker Hill, Hancock, e Bataan), sob comando do vice-almirante Marc Mitscher, aos quais se juntaram uma frota de seis encouraçados (Massachusetts, Indiana, New Jersey, South Dakota, Wisconsin, e Missouri), com suporte de cruzadores e fragatas para interceptar a frota japonesa se o ataque aéreo não fosse bem sucedido.
Os aviões americanos atacaram os navios japoneses a meio da tarde. O Yamato levou vinte bombas e torpedos dos aviões de ataque americanos e, por volta das 14h20, as suas munições detonaram, e o navio afundou, cerca de 200 km de Okinawa. Ao menos 2 475 marinheiros da sua tripulação morreram e 269 sobreviveram. Da sua escolta, o Yahagi e quatro contratorpedeiros (Isokaze, Hamakaze, Asashimo e o Kasumi) foram afundados e os restantes danificados e forçados a voltar ao Japão. As perdas americanas foram de 10 aviões e 12 pilotos.